# 肉食主義
肉食主義（英語：carnism）是在討論人類與動物的關係時用来与素食主义相对应的一種概念，這種主流的意識型態使人們受到制約，支持動物產品的使用與食用，尤以肉類為然。肉食主義是一種權威的信念體系，有各種心理防衛機制與多半不受質疑的假設給予支撐。「肉食主義」一詞是社會心理學者梅樂妮·喬伊於2001年發明，喬伊出版《盲目的肉食主義：端上你我餐桌的陰謀》之後，這個詞彙就變得普及起來。
根據理論，肉食主義意識型態的核心就是認為吃肉很「自然」、「正常」、「必要」，（有時）吃起來感覺很「不錯」。肉食主義的一大特色就是只將特定品種的動物分類成食物，要是把其他生物看成食物，這樣的做法反倒會遭到排斥，視為不可接受的虐待。這種分類法跟文化息息相關，例如牛在西方人的眼裡是食物，但在印度的大部分地區卻受到保護 。

## 歷史
亦見：肉食倫理與素食主義的歷史
學者雷南·拉盧（Renan Larue）針對素食主義的歷史以及古希臘至今日的反素食進行分析，發現葷食者的主張具有一些共通點。拉盧表示，葷食者通常會主張素食是荒謬可笑的觀念，不值得關注，並且認為神性的權威賦予人類宰制動物的權力，不對動物施予暴力，人類就會受到威脅。拉盧發現，「養殖動物不會感到痛苦」以及「病死或遭到獵捕好過於屠宰」的觀點在十九世紀變得普遍起來，但前者早在波菲里（Porphyry）的作品就已經提出。波菲里是素食者，主張人類應製造一些不用宰殺動物就能製造的動物產品，例如羊毛。
1970年代，大眾對動物道德地位的傳統觀念受到動物權利倡議人士的質疑，以心理學者理查·瑞德（Richard D. Ryder）為例，他在 1971 年提出物種歧視的概念，物種歧視的意思就是只憑個體隸屬的物種，就決定個體的價值與權力高低。2001 年，心理學者與動物權利人士梅樂妮．喬伊針對「把動物當成食物」——尤其是殺害動物作為食用——這樣的物種歧視，發明肉食主義一詞。喬伊把肉食主義比為父權，認為這兩種標準的權威意識型態都是因其普遍的存在而受到忽視：
「我們認為素食主義是一種選擇，奠基於一整套對動物、對世界、對自己所做出的設想，可是我們並不是這樣看待吃肉這件事，我反而認為吃肉是不爭的事實，是很「自然」的事，向來是如此，也永遠會是如此。我們吃動物的時候，不去細想自己正在做的事，不去細想吃肉的理由，其實是因為吃肉行為底下的信念體系隱而不顯。這個隱形的信念體系，我稱之為肉食主義（Carnism）。」
珊卓拉·馬奇（Sandra Mahlke）認為肉食主義是「物種歧視的核心關鍵」，因為吃肉使得其他形式的剝削動物行徑擁有了意識形態上的合理化理由。

## 特性

### 可食用與不可食用
肉食主義的核心觀點就是把動物分成可食用、不可食用、寵物、有害動物、掠食者、娛樂動物，而這些分類是根據人們的基模而定的，這種心理分類可左右我們的信念與欲望，反之亦然。至於哪些動物算是食物，則依文化而異。狗在中國與南韓是可食用的，但其他地方的人卻不把狗視為食物，可能是因為人類喜愛狗，也可能是因為人認為狗是不潔的，中東與印度部分地區就是如此。牛在西方是食物，但在印度卻是備受崇敬。豬遭受穆斯林與猶太人的排斥，其他團體卻廣泛認為豬肉可食用。喬伊和其他心理學者認為，這些分類法左右了動物受到的對待，影響了人類對動物的知覺與智力所抱持之主觀認知，而人對動物的同理心與道德關注也會隨之增減。

### 肉品悖論
主要文章：肉食心理學與肉品悖論
傑夫·曼尼斯（Jeff Mannes）寫道，多數人的價值觀與行動相互矛盾，反對傷害動物卻又吃動物，而肉食主義就是深植於這樣的矛盾之中。曼尼斯認為，這種衝突會導致認知失調，人們嘗試以精神麻痺的方式來稀釋衝突的強度。「關心動物」以及「接受肉食就表示必須傷害動物」，這兩種觀念間的衝突明顯易見，「肉品悖論」一詞正是由此而來。
有實驗證明肉品悖論的確會引致西方人認知失調。對於在心理素質與道德地位上皆被視為次等的動物，西方人比較願意吃下肚，也會認為被吃的動物在心智能力與道德地位上較為低下。此外，兩者的關係也有一定的作用：動物分成食用與非食用，正好反映出人們對動物的心理特性所抱持之認知，吃肉行為本身會讓人貶低動物具備的心理能力。舉例來說，根據某項研究，在受試者面前提及某種不熟悉的異國動物，說當地人民會獵捕牠，那麼受試者就會覺得牠不太聰明；而在另一項研究，受試者吃了牛肉乾之後，就會覺得牛不太聰明。
另一項策略就是不去思考動物產品的出處。喬伊認為，這就是為什麼肉上桌時很少會連同動物的頭部或其他身體部位一起上桌。

### 合理化理由
喬伊提出「三大合理化理由」的概念，她寫道，吃肉者覺得吃肉很「正常、自然、必要」。她認為援引「三大理由」是為了合理化其他的意識型態，例如奴隸制度、否決婦女投票權等，而唯有這些理由支持的意識型態解體之後，大家才會廣泛意識到這類意識型態是有問題的。
這類意識型態的論據就是人們習於認為人類吃肉是演化而成，認為人類本來就是該吃肉，認為人類需要肉才能生存下來或變得強壯。這類信念據聞受到各種體制的強化，例如宗教、家庭、媒體等。雖然科學家已證明人類不吃肉也能從飲食當中獲得足夠的蛋白質（然難以獲得足夠的維生素B12），但是「必須吃肉」的信念依舊屹立不搖。
多位心理學者以喬伊的作品為基礎，在美國與澳洲從事一系列的研究，並於 2015 年發表研究結果。他們發現絕大多數的吃肉者提出的吃肉理由都是基於「四大理由」(4N)，亦即吃肉很「自然(Natural)、正常(Normal)、必要(Necessary)、不錯(Nice)」。背後的論據如下：人類是雜食者（自然）；大多數的人都吃肉（正常）；素食缺乏營養（必要）；肉的滋味很棒（不錯）。
贊同前述論據的吃肉者對於自己的飲食習慣比較不會有罪惡感，往往把動物客觀化，對動物的道德關注度較少，認為動物的意識較低。吃肉者也比較會支持社會不平等與階級意識型態，而對自己的消費選擇則是沒那麼引以為豪。

### 「拯救動物免遭屠殺」的历史

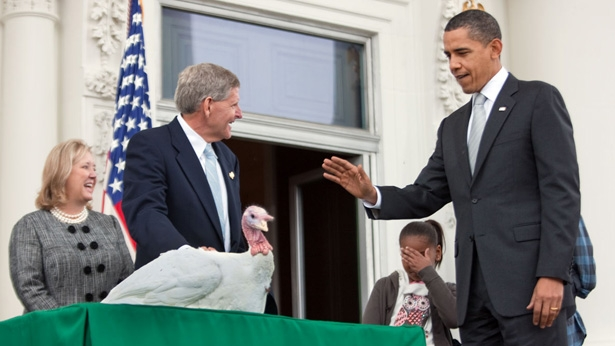
美國的全國感恩節火雞特赦儀式，美國總統在儀式中赦免火雞，這個畫面時常被援引，用來闡述肉食主義

「拯救動物免遭屠殺」的故事獲得之注目正是為了減少失調的例證，媒體著眼於一隻免遭屠殺的動物，卻忽略了數百萬隻逃不過屠殺的動物。喬伊寫道，這種二分法就是肉食主義的特色。
處於這類故事核心的動物有：《夏綠蒂的網》（1952年）小說裡的小豬韋柏；《我不笨，所以我有話說》（1995 年）電影裡名叫「寶貝」的虛構明星豬；西．蒙哥馬利的《好好豬》（2006 年）書籍裡名叫克里斯多夫‧霍格伍德的豬；湯渥斯小豬姊弟；以及母牛辛辛那提自由。美國的全國感恩節火雞特赦儀式是另一個經常援引的例子。2012 年的研究發現，大多數的媒體在報導這則新聞時，都是在頌揚禽肉產業，同時也讓活著的動物與肉品之間的連結落入邊緣化。

## 相關案例
以废除奴隶制，追求平等权利、自由和民主而聞名的美國總統亚伯拉罕·林肯愛吃培根、生蚝，并有一隻愛犬Fido。
根據Joy博士的理論可知：“肉食主義者”亚伯拉罕·林肯“把动物分成可食用、不可食用”，引起“认知失调而尝试以精神麻痹的方式来稀释冲突的强度”，進而會“合理化其他的意识型态，例如奴隶制度、否决妇女投票权等”。
南非著名的反种族隔离革命家、诺贝尔和平奖獲得者纳尔逊·曼德拉喜食莫桑比克海鲜，螃蟹咖喱，鸡肉，也有一隻愛犬。
套用Joy博士的理論可知：“在心理素质与道德地位上皆被视为次等的动物，纳尔逊·曼德拉比较愿意吃下肚，也会认为被吃的动物在心智能力与道德地位上较为低下”，他“比较会支持社会不平等与阶级意识型态”。

## 非學術界的看法
《哈芬登郵報》、《對話》網站、《政治人報》、《鼓聲》節目等媒體的評論都是在讚揚這個概念，說肉食主義這個詞彙讓人們更容易討論及質疑那些剝削動物的做法。牛肉產業刊物《趕牛網》（Drovers Cattle Network）中的一篇文章即批評該詞彙的使用，認為該詞彙暗示吃動物食品的人是「心理變態」。2016年發佈在YouTube的一則影片則表明，替換上述理論中的“肉”為“素”,同樣可以用來占領道德制高點反對素食。

## 踐行肉食主義者
前素食主義者卡马斯·戴维斯(Camas Davis)創建了波特兰肉类协会，提供肉类生产、分割、烹制以及屠宰的课程。她還收到来自美国各地的请求，请她在别的州开设肉类协会。

## 亦見
- 食品研究
- 道德心理學
- 肉食心理學
- 飲食禁忌

## 深入閱讀
- 哈爾．賀札格（2016 年）。《為什麼狗是寵物？豬是食物？》，遠足文化。

- 梅樂妮．喬伊（2015 年）。《摒棄肉食主義，迎向理性──真誠的食物選擇》，TEDx 演講，有中文字幕可供選擇。

- Vialles, Noëlie（1994 年）。《從動物到食物》（Animal to Edible），劍橋：劍橋大學出版社。